# Forehand

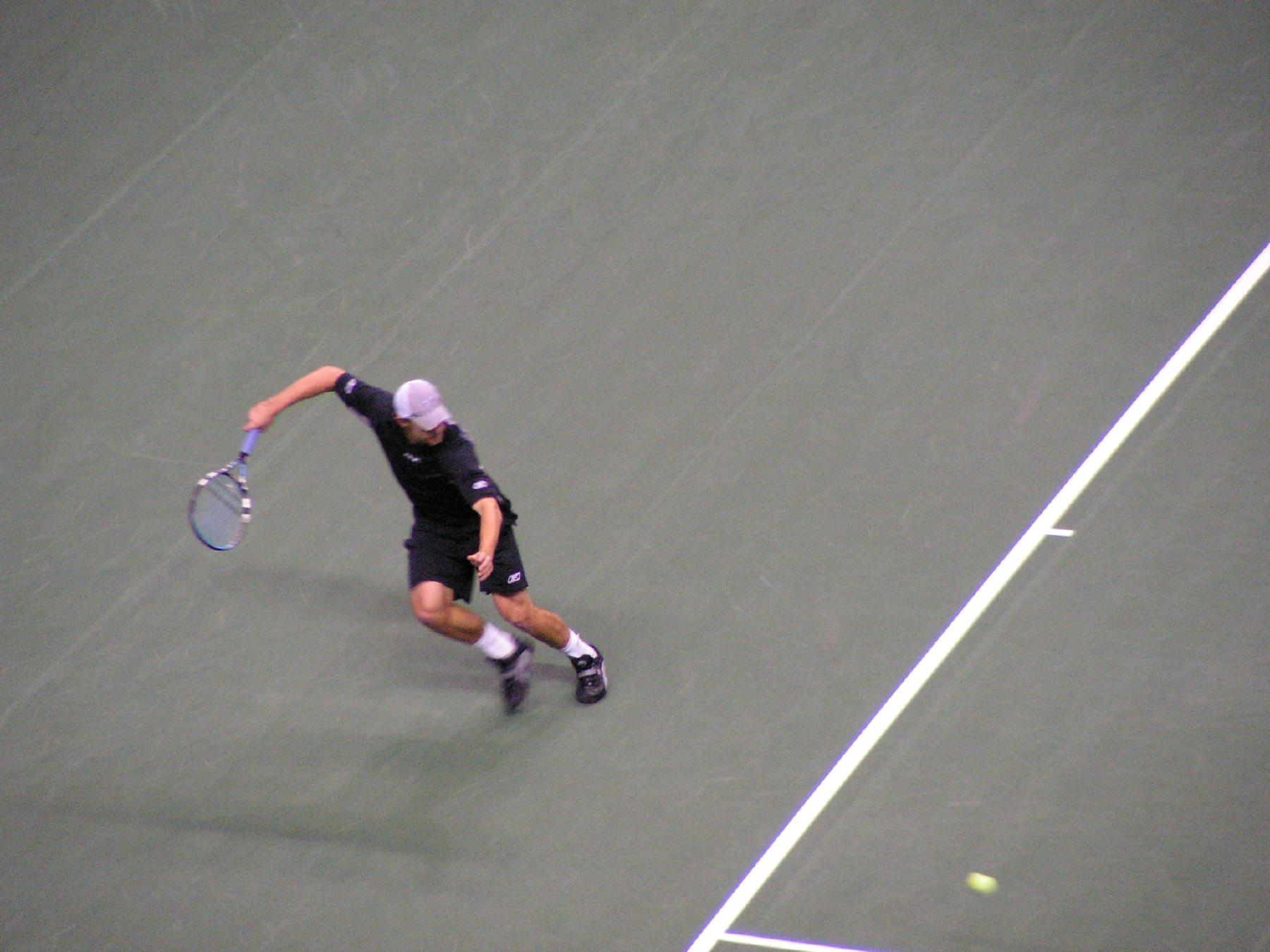
Een forehand

Een forehand is een term uit de tennissport. Het is een slag waarbij de palm van de speelhand naar voren wordt gehouden.
De basisbeweging wordt uitgevoerd door het racket naar achter te brengen, vervolgens het racket te laten zakken en in een opwaartse beweging over de andere schouder te zwaaien. Deze hele beweging heeft de vorm van een lus. In het geval van een rechtshandige speler wordt hierbij de linkerschouder en linkerarm (balansarm) naar het net toe gedraaid, om meer torsierotatie te verkrijgen, en wordt het gewicht voorwaarts op de linkervoet gezet, om voorwaarts momentum te creëren. Indien men linkshandig is zal de rechterschouder, rechterarm en rechtervoet in de richting van het net staan. Deze voetenstand wordt ook wel een rechte of gesloten stand genoemd.
Op hoger niveau zal de forehand vaak uit een open stand geslagen worden waarbij de kracht vooral gehaald wordt uit de torsierotatie, de rotatie van het bovenlichaam.